# 측천무후
측천무후(則天武后, 624년 2월 17일(음력 1월 23일) ~ 705년 12월 16일(음력 11월 26일))는 중국 당나라 제3대 황제 고종의 황후이자 무주(武周)의 여제이다. 무측천(중국어: 武則天, 병음: Wǔ Zétiān 우쩌톈[*])이라 부르기도 한다. 공포 정치를 했다는 비난과, 민생을 보살펴 나라를 훌륭히 다스린 여제라는 상반된 평가를 받고 있다.
그녀가 통치했던 15년을 ‘무주의 치'라고 부른다. 그런 만큼 당나라 멸망 이후 문치주의와 유교 시스템을 중심으로 성리학적 정치체제가 마련되었던 송나라와 이후 명나라의 유학자들에 의해 부정적인 평가를 많이 받았다. 또한 여성의 중앙정치 진출이 극도로 제한되었던 고대에 그녀가 어떻게 여제가 되려 했는가에 대한 비판과 그녀의 욕심, 야욕, 욕망에 대한 것이 명나라까지의 주된 평가였다면 청말 개항 이후 신해혁명을 거치며 평가는 조금씩 달라졌다.
무사확(武士彠)의 차녀로 이름은 무조(武照)이고, 아명(兒名)은 무미랑(武媚娘)이며, 여제로 즉위하자 자신의 이름을 조(曌)로 개명하였다. 624년에 태어나 705년 죽음을 맞이할 때까지 그의 통치는 당 태종에서 당 현종 시기로 이어지는 당나라 정치, 사회, 경제, 문화를 발전 및 계승해 현종 시기의 당나라가 태종 이후 또 다시 전성기를 맞는 디딤돌 역할을 했다. 태어난 연도는 정확하지 않고, 630년에 태어났다고 하는 설도 있다.

## 생애

### 초기
무조는 624년 음력 1월 23일에 당의 이주(利州. 지금의 쓰촨성 광위안시)에서 태어났다. 그녀의 아버지 무사확은 유명한 목재상인데, 수 양제 양광의 대토목 공사로 거부가 되었다. 617년 양광의 폭정 때문에 일어난 대반란에 당시 태원 유수 이연과 같이 참전하여 얼마 뒤 당나라가 건국되자, 황제가 된 이연으로부터 태원군공 겸 이주도독이란 작위를 받았다. 620년에 무사확이 본처를 잃고, 양씨를 새로이 처로 맞이해, 세 딸을 낳으니 그중 둘째가 무조이다. 무조의 어머니 양씨는 수나라 시절 재상을 지낸 양달의 딸로 명문 출신이었다.

### 후궁 시절
636년, 당 태종 이세민이 황후 장손씨를 잃자, 그 이듬해에 무조(武照)의 용모가 빼어나다는 얘기를 듣고 12세의 무조를 입궁시켜 무미(武媚)라는 칭호를 내렸는데 사람들은 그녀를 무미랑(武媚娘)이라고 불렀다. 무사확이 죽은 뒤로 어머니와 궁핍한 생활을 보내던 무조는 입궁하게 된 것을 반갑게 여겼다. 그러나 무조는 가문이 빈한하여 황제의 후궁 중 비교적 낮은 지위의 재인(才人: 정5품)에 봉해졌고, 다른 후궁들의 업신여김을 받으며 어려운 궁중 생활을 보냈다. 어느 날 태종 이세민이 대신들에게 성질이 사나운 말 한 마리를 다룰 수 있겠느냐고 묻자 무조가 나서서 "신첩에게는 철편, 철추, 비수 단 세 가지 물건만이 필요합니다. 우선 철편으로 말을 때리고, 듣지 않으면 철추로 머리를 치고, 그래도 듣지 않으면 비수로 머리를 잘라버리겠습니다." 고 답하였다. 이세민은 무조의 기개를 칭찬하며 그녀에게 상을 내렸다 한다. 649년 7월에 이세민이 사망하고, 9남인 이치(李治)가 동복형 이태(李泰)를 제치고 황제 고종에 올랐다.
그리고 무조는 후사를 두지 못한 선제의 후궁은 비구니가 되어야 하다는 법도에 따라 머리를 깎고 천조(穿照)라는 법명으로 비구니가 되어 감업사(感業寺)에 들어갔다. 이치는 태자일 때, 부황 이세민을 간호하던 무조를 본 적이 있었는데, 그 이후로 그녀에게 반했고, 무조 또한 이치에 반하였다고 한다. 이치는 650년 여름 분향차 감업사에 들렀는데, 거기서 무조를 본 순간 또다시 옛정이 떠올랐고 무조 또한 이치에게 몰래 〈여의낭〉(如意娘)이라는 시를 지어 보였다. 무조는 그길로 고종을 따라 입궁했다.

### 재입궁과 암투
무조(武照)의 650년 입궁에는 이치의 황후인 왕씨의 도움이 컸다. 왕씨는 당시 이치의 사랑을 독차지하던 소숙비(蕭淑妃)를 질시했는데, 이치와 무조의 감정을 알고 이치를 소숙비에게서 떼어놓기 위해 무조를 이용하기로 했다. 왕씨는 무조에게 다시 머리를 기르게 하고 이치에게 무조를 후궁으로 삼으라고 부추겼다. 무조는 왕씨의 비위를 맞추며 지극히 공손했고, 왕씨는 무조가 진심으로 자기에게 복종한다고 여겨 이치 앞에서 여러번 무조를 칭찬했다. 이치가 무조를 왕황후와 소숙비 다음가는 지위인 소의(昭儀)에 봉하려 하자 왕씨는 흔쾌히 승낙했다 한다.
무조는 652년 이치의 장남 이홍(李弘)을 출산했으며, 왕씨와 결탁하여 소숙비를 폐출시켰다. 이렇게 무조는 비(妃)가 되었지만 궁내에서 왕씨와 일족의 오만한 태도에 대한 나쁜 평판을 기회 삼아 그들을 반대하는 궁인들을 모았고 왕씨의 행동을 파악하였다.
무조가 654년 첫딸 안정공주를 낳자, 황후 왕씨는 무조의 처소를 찾아 영아를 보고 갔다. 무조는 자신의 손으로 딸을 교살하고 딸의 시신을 이불로 덮어두었다. 무조는 왕황후의 소행이라 주장했는데 실제로 왕씨의 소행이었다는 설도 있다. 이치는 왕씨를 폐서인하고, 무조를 황후로 삼으니, 이 때가 영휘 6년(655년) 10월 13일이었다. 황후가 된 무조는 왕씨와 소숙비에게 곤장 백 대를 치고 다리를 잘라, 술 항아리에 가두어 죽였다고 한다. 또한 왕황후와 소숙비의 성을 각각 망(蟒, 이무기), 효(梟, 올빼미)로 바꾸어 불렀다 한다.

### 비정한 어머니
황후 무씨는 가장 먼저 남편의 외숙부이자, 승상인 장손무기를 자결하도록 강요했다. 또한, 장손씨 일가를 모조리 몰살시켜버렸다. 656년, 무씨는 황태자였던 이충에게 여러 죄를 뒤집어씌우고 폐위시켰다. 그리고 그 자리에 자신의 장남 이홍을 앉혔다.
이런 그의 전횡을 보다 못한 이치가 대신들을 은밀히 불러 무씨의 폐위를 의논하였으나, 무씨의 심복들이 그 사실을 알고 무씨에게 밀고하였고, 그는 폐황태자인 이충과 대역죄를 꾸미려 했다는 이유로 대신들을 모두 처형해버렸다. 이충은 검주로 귀양보내졌다가 664년에 사약을 받고 죽었다.
무씨는 실제로 대단한 정치적 역량을 가지고 있었는데, 이치에게 '건언12사'라는 건의문을 올렸고, 이치는 이를 모두 수용하였다. 얼마 뒤, 이치의 건강이 악화되자 이치는 황태자 이홍에게 제위를 물려주려 했다. 이홍은 총명하고 겸손하였으며, 이치와 대소 신료들 사이에서도 신임이 두터웠다. 병이 위독해진 고종이 황위를 이홍에게 물려주려고 하자 측천무후는 권력의 주축에서 밀려날 것을 우려하였다는 설이 있다. 그러나 이홍이 평소 건강이 좋지 않았고 그의 사후 고종과 측천무후가 매우 슬퍼했다는 기록을 보면 이홍은 과로사한 것이라는 반론도 제기된다. 이홍은 합벽궁(合壁宮) 기운전(綺雲殿)에서 부모인 고종, 측천무후와 함께 식사를 했고 도중에 경련을 일으키며 죽고 말았다.
이후, 그 다음 아들인 이현(李賢)이 황태자에 책봉되었다. 측천무후가 총애하는 명숭엄이, "태자는 승계하는 일을 감당하지 못하고 영왕(이현, 당중종)의 모습과 흡사하고 이윤(당예종)의 상이 제일 귀하다"고 했다. 측천무후는 북문학사에게 소양정범, 효자전을 편찬해 장회태자에게 이를 하사하면서 자주 편지를 써서 나무라자 장회태자 이현은 스스로 편안하지 않았다.
그런데 명숭엄이 누군가에게 살해당하는 사건이 일어나자 측천무후가 이를 의심했으며, 장회태자는 색을 좋아해 노비인 조도생과 친해 금, 비단을 많이 내려줬다. 위승경이 편지를 올려 간했지만 듣지 않았으며, 측천무후가 사람을 시켜 그 일을 고발하게 했다.
결국 680년에 이현은 황태자에서 폐출당하였고 이치의 요청으로 죽음만은 면하였으나 681년 수도에서 2,300리 떨어진 파주(巴州)로 유배되었다. 이현은 유배지에서 〈황대과사〉라는 시를 썼는데 이 시가 퍼져 무씨의 귀에까지 들어갔다. 684년 무씨는 조사를 한다는 구실로 구신적을 파주로 보내 아들을 자살하게 하였고 조정에 파문을 불러일으키지 않기 위해 구신적이 이현을 죽였다고 덮어씌웠다.

### 여제로 향하는 발걸음
무씨는 자신의 셋째 아들 이현(李顯)을 새로이 황태자로 삼았다. 그는 형들과 달리 유약하였고, 어머니의 말에 절대 순종했다. 3년 뒤인, 683년 고종 이치는 사망하였고, 황태자 이현이 황제에 오르니 이가 중종이다. 하지만, 얼마 안 되어 무씨는 그를 폐위시켰다. 이유는 바로 이현의 처인 황후 위씨와 그 아버지 위현정이 정사를 농단하고 있기 때문이었다. 그리하여, 이현을 여릉왕으로 강등시키고, 자신의 소생 중 막내아들인 이단을 황제에 올리니 이가 바로 예종이다.
이때부터, 그녀는 모든 실권을 장악하고, 모든 정사를 직접 관장하였다. 무씨는 낙양을 신도(神都)라 고치고, 관제도 새로이 개편하였다. 하지만, 이에 반발한 대신들도 적지 않았다.
684년 9월, 양주의 서경업이 먼저 군사를 일으켜 장안으로 진군하였는데, 그 격문을 낙빈왕이 썼다. 무씨는 그 격문을 보고 낙빈왕이 자신의 수하에 없는 것을 안타까워했으며, 어쨌든 그녀는 30만의 진압군을 파견하여 40일 만에 그 모든 반란이 평정되었다. 그리고 무씨는 이 반란에 동조하였던 모든 대신들을 처형시키고, 내각을 새로이 개편하였다.
무씨는 하늘의 뜻을 거론하며, 여론을 조작하기도 했는데, 그녀의 조카 무승사(649~698)가 '성모임인 영창제업'(聖母臨人 永昌帝業) 즉, 황태후께서 군림하시니, 여제의 기운이 대대손손 번창하리라는 쓰여진 돌을 가져와 무씨에게 바쳤고, 이것을 본 무씨는 기뻐하여 연호를 '영창'으로 고쳤다.
한편, 당 고조 이연의 11남인 한왕 이원가의 반발로 뜻을 이루지 못할 뻔했으나, 무씨는 군사를 보내 이를 진압함으로써 자기의 여제 즉위에 걸림돌(장애물)이 되는 모든 것을 제거하였다.

### 여제 무측천
그녀는 690년 국호를 '주'로 고친 후 15년간 황제로서 중국을 다스렸다. 역사가들은 그녀가 세운 국호인 '주'를 서주, 동주와 구분하기 위하여 그녀의 성씨를 따 '무주(武周)'라고도 불렀다. 그녀는 황제에 오르자마자, 혹리를 동원해 그녀에게 충성하는 세력들을 양성한 후 당 황조의 종친과 구대신들을 몰살시켰으며, 이를 통한 혹리들의 정치참여를 꺼려 그들을 죽이는 '토사구팽'을 정책을 시행한다. 비록 잔혹한 방법으로 황제의 지위에 올랐지만 정치가로서는 상당히 유능한 면모를 보여주었다. 먼저 국법을 엄격히 해 주나라의 일원적 통치시스템 구축과 사회안정을 이뤄나갔다. 그녀는 그때까지도 제대로 제도적으로 정착되어 있지 않았던 과거제도를 다시 개편하였고, 또한, 과거를 회시, 공사, 전시의 순으로 삼아서, 국가에 필요한 많은 인재들을 배출, 적재적소에 등용시켰다. 이로 인해, 여기서 뽑힌 신흥 세력들이 많았다. 이들은 훗날 이융기를 도와 '개원의 치'를 성립시키는데 일조한다. 그녀는 이러한 사람들을 많이 중용하여, 그들을 지지기반으로 만들었다. 또한, 당나라 때도 실력이 있던 대신들을 중용하였다. 이들이 적인걸, 장간지 등이다. 그녀가 다스리던 시기는 태종 이세민이 다스리던 시대에 버금갔고, 백성들의 생활은 풍족하였다. 그녀는 근무가 태만한 관리들은 모두 파면하였으며, 심지어 사형을 내리기도 했다. 그녀는 또한 불교를 중흥시켜, 전국에 많은 불교 사원을 세우고 많은 승려들을 양성시키도 하였다. 그녀가 재위하는 동안 당나라 장안성은 인구 100만명이 넘는 국제도시로 자리잡았으며, 이는 동서양을 통틀어 그 시대 현존하는 가장 최고의 국제도시이자 동서양이 만나는 장이 바로 장안임을 얘기하는 것이기도 했다. 이러한 개방적인 분위기는 당 현종 시기 조로아스터 교, 경교 등이 전래될 정도로 가장 뛰어난 세계 최고의 도시로 자리잡게 되는 계기가 된다. 백성의 소리를 듣기 위해 '진실의 함'을 만들기도 했으며, 50여 년동안 당나라에서의 민란과 봉기는 일어나지 않았다. 민생회복과 생산력 강화를 국정운영의 기치였고, 특히 이 과정에서 2년 3모작이 가능해졌다. 일부 역사가들은 그러한 그녀의 치세를 '무주의 치(武周之治)'라 불렀다. 자영농이 성장했으나, 도리어 전쟁이 더 이상 발발하지 않고, 이를 통해 영토가 확보되지 않자, 자영농이 조금씩 쇠퇴하고 지주가 등장하는 원인이 되기도 했다. 그녀는 자식교육도 대단히 엄격히 시켰는데, 그녀가 가장 사랑한 딸 태평공주를 엄격히 가르쳐, 법을 위반하는 일이 없도록 했다. 조카 무승사도 꽤 뛰어난 정치역량을 가지고 있었으나, 권력이 매우 커져 무씨와 조정 대신들의 경계의 대상이 되었다. 환관 설회의는 무씨의 총애를 등에 업고, 횡포를 일삼기도 하였다.

### 말년과 죽음
만년에 이르러, 무씨는 조카 무승사에게 황위를 물려줄지, 아니면 당 황조의 황태후로 돌아가야 할지라는 큰 고민에 빠졌다. 하지만 무씨 황조를 잇는 것에 대해 적인걸 등과 같은 여러 재상들과 신료들은 반감을 가지고 있었다. 699년, 무씨는 유폐되어 있던 여릉왕 이현을 다시 태자에 봉했다. 6년 뒤인, 705년에 무씨는 병에 걸렸고, 이러한 때에 재상 장간지가 군사들을 이끌고 무씨가 와병 중인 전각으로 가 당 황조의 복원을 요청하였고, 무씨는 이를 승낙하여 당 황조가 15년 만에 복권되었다. 그리고 중종 이현이 다시 황제에 즉위하였다. 무씨는 그리고 최초의 여성 태상황이 되었다. 그 해 11월, 무씨는 중종 이현과 막내아들 예종 이단, 막내딸 태평공주 등을 불러놓고 무씨 일가를 잘 부탁한다는 말과 죽은 뒤에 황제가 아닌 황후로 칭하라는 유언을 남겼다. 또, 억울하게 자신의 손에 죽었던 폐황후 왕씨의 일가 역시 사면 복권해달라 간청하였다. 마지막으로 그는 자신의 묘비에 한 글자도 새기지 말라 명하였다. 705년 음력 11월 26일, 거의 반 세기 동안 천하를 다스렸던 여걸인, 측천 성신대황제 무조는 장안 상양궁 선거전에서 82세의 나이로 사망하였다. 그는 비록 잔혹한 정치를 펼쳤으나, 이러한 그의 정치는 당 태종 이세민의 '정관의 치'이후 성공한 정치를 펼쳐, 훗날 당 현종 이융기의 '개원의 치'의 발판을 마련하기도 하였다. 무씨는 본래 당나라를 멸망시키고 이를 대신하여 무주를 세웠기에 역적으로서 태묘(太廟)에서 제사 지낼 수 없었으나, 그의 두 아들이 모두 황위에 오른 이후 예종의 후손들이 황위를 계속 물려받았기 때문에 무주의 황제가 아닌 당나라의 황후로서 태묘에 봉인되어 제사를 받을 수 있었다.

## 존호, 시호, 묘호, 능호
황제 신분으로 올린 존호는 자씨월고금륜성신황제(慈氏越古金輪聖神皇帝)이며, 후에 개칭하여 천책금륜성신황제(天冊金輪聖神皇帝)로 존호를 고쳤으며, 태상황 신분으로 받은 존호는 측천대성황제(則天大聖皇帝)이다.
사후에 당나라 황후로 신분이 복원되어 시호를 측천대성황후(則天大聖皇后)로 올렸으며, 후에 천후(天后), 대성천후(大聖天后), 천후성제(天后聖帝) 등으로 개칭 하였고, 최종적으로 올린 정식 시호는 측천순성황후(則天順聖皇后)이다.
능호는 고종과 합장 된 건릉(乾陵)이다.

## 평가
개원(開元) 4년(716년) 측천무후의 아들이었던 태상황(太上皇) 예종이 사망하자 현종은 무측천의 시호에서 「황제」를 제외하고 무측천의 정책을 부정했으며 그녀나 무씨 일족에 의해 숙청된 자들의 명예회복을 실시하였다.
후세 중국 사회나 문인 사회에서 측천무후는 여성으로써 군주의 권한 위에 군림하면서 당의 황위를 찬탈하였다는 부정적 평가가 이어졌고, 찬탈에 실패한 위황후의 행실과 함께 '무위(武韋)의 화(禍)'라 부르는 등 부정적인 이미지가 대부분이었다. 치세 중의 사적에 대해서도 그녀가 정치를 펼쳤던 시대에 떠돌거나 도망친 호수가 늘어나는 등 전적(田籍) 파악이 등한시되고 은전(隠田)이 늘어나 균전제를 실시하기 곤란해졌으며, 측천무후 자신의 씨족을 요직에 앉혀서 정치를 좌지우지한 것에 대해서도 혹평되고 있다.
한편으로 그녀가 권력을 쥐었던 시기에 중국에서 농민반란은 한 번도 일어나지 않았으며 정관 말기의 호수가 줄지 않고 유지되었다는 점에서 민중의 생활은 그전보다 안정되었다고 보기도 한다. 나아가 그녀의 인재 등용 능력은 측천무후를 혹평했던 후세의 역사가들도 인정하는 것으로, 측천무후에 의해 등용되었던 인재들이 현종 시대 개원의 치를 이끌었다는 점도 주목할만 하다. 또한 전근대의 사학자들 가운데서도 「밝지 못했다고 할 수는 없다」라고 평했던 남송의 홍매(洪邁)나 「여자 중의 영명한 군주」(女中英主)라 부르며 현상 유지나 구습 타파에 대해 호평한 청나라의 조익(趙翼)처럼 무측천에 대한 긍정적인 평가를 내린 사람도 존재한다. 문화대혁명을 지휘했던 장칭에 이르러서는 남편 마오쩌둥 주석의 사후 후계자가 되겠다는 야망을 품고 있었기 때문에 명실공히 중국의 국정을 쥐었던 측천무후를 자신에게 겹쳐서 이를 칭찬하는 운동을 일으켰다. 장칭과 문혁은 중국공산당에 의해 부정되었으나 무측천을 주인공으로 하는 연속 텔레비전 드라마가 제작되기도 했다.

## 가족 관계
- 부: 무사확(武士彠, 576년~635년)
- 모: 무사확의 후처 영국부인 양씨(榮國夫人 楊氏) (수나라 양제의 4촌 아우이자 재상인 양달 楊達의 딸. 579년 ~ 670년)
- 언니: 한국부인 무씨(韓國夫人 武氏. 본명 武順. 623년 ~ 665년. 동생 측천무후에 의해 독살?)
- 형부: 한국부인 武順의 남편 하란안석(賀蘭安石)
  - 조카: 하란민지 (賀蘭敏之 642년 ~ 671년)
  - 조카: 위국부인 하란씨(魏國夫人 賀蘭氏. 본명 미상 ?년 ~666년 이모 측천무후에게 피살?)
- 여동생: 무씨 武氏
- 제랑: 여동생 武氏의 남편 곽효신 (郭孝慎. 요절)
- 남편/시아버지: 태종 이세민(李世民 598년 ~ 626년 즉위 ~ 649년)
- 남편: 이세민의 9남 고종 이치(李治 628년 ~ 649년 즉위 ~ 683년)
  - 장남: 이홍 (李弘 시호 의종 義宗 652년 ~ 675년)
  - 장녀: 안정공주 安定公主 (654년 ~ 654년 영아 사망. 산후 부주의로 돌연병사?)
  - 차남: 장회태자 章懷太子 이현(李賢, 655년 ~ 684년 의문사)
  - 삼남: 중종 (中宗 이현 李顯 656년 ~ 683년 즉위 ~ 684년 즉위 50여일 만에 어머니 측천무후에 의해 폐위, 연금 ~ 705년 재즉위 ~ 710년 황후 위씨韋氏 와 7녀 안락공주에게 독살당함)
    - 손녀: 중종의 7년 안락공주 (본명 이과아 李裹児. 684년 ~ 710년 아버지 중종을 독살한 즉시 친모 위씨韋氏와 함께 처단됨.)

  - 사남: 예종 (睿宗 이단 李旦 662년 ~ 684년 중종의 폐위와 함께 즉위 ~ 690년 어머니 측천무후에 의해 폐위 ~ 710년 복위 ~ 712년 양위 ~ 716년 사망)
    - 손자: 예종의 3남 현종 이융기(玄宗 李隆基, 685년 ~ 712년 즉위 ~ 756년 양위 ~ 762년 사망)

  - 차녀: 태평공주 (665년 ~ 710년 거사~ 713년 현종의 강요로 자살)

## 측천무후가 등장한 작품
※『』은 한국에 공개된 작품, 「」은 아직 공개되지 않은 작품입니다. 공개된 작품의 경우 한국에서의 번역 상황 기술을 위주로 합니다.

### 소설
- 린위탕(林語堂) 『여걸 측천무후』(원제:武则天传, 조영기 역 예문당、초판 1991년 ISBN 89-7001-088-2）
- 쓰모토 요(津本陽) 「측천무후」(則天武后, 상・하、겐도샤문고幻冬舎文庫)
- 샨사(山颯) 저 『측천무후』(이상해 역 현대문학, 2004년, 전2권)
- 하라 모모요(原百代) 『측천무후』(원제: 武則天, 강태원 옮김 동아서원, 1986년 전6권; 이보람 옮김 도서출판 보람, 1995년 전5권)
- 모리후쿠 미야코(森福都) 「쌍자환기행」(双子幻綺行, 2001년 2월 쇼덴샤祥伝社)
- 조아라 저 《남국의 신부 - 백제의 마지막 공부 부여란 그 애틋한 연가녀》 형설라이프, 2014년
- 쑤퉁(蘇童) 《측천무후》(원제: 武則天, 김재영 옮김 도서출판 비채, 2010년, ISBN 978-89-94343-06-8)

### 영화
- 「무측천」(武則天, 1963년、 홍콩) - 배역 : 이려화(李麗華)
- 『적인걸 - 측천무후의 비밀』（원제 「狄仁傑之通天帝國」、2010년、중국 ・ 홍콩) - 배역 : 유가령. 한국 KBS 더빙 당시 성우는 최문자.
- 『적인걸2 - 신도해왕의 비밀』（원제 「狄仁杰之神都龍王」、2013년、중국 ・ 홍콩） 배역 : 유가령
- 『적인걸3 - 사대천왕』（원제 「狄仁杰之四大天王」、2018년、중국 ・ 홍콩) - 배역 : 유가령

### 드라마
- 「무측천」(武則天, 1984년, 배역 : 풍보보馮寶寶)
- 『측천무후』(원제: 一代女皇, 1985년, 배역 : 반영자潘迎紫) - 1995년 한국의 SBS에서 더빙 방영되었다. 성우는 송도영.
- 「무측천」(武則天, 1995년, 배역 : 류샤오칭刘晓庆)
- 「대명궁사」(大明宮詞, 2000년, 배역 : 귀아뢰帰亜蕾)
- 『여황제 무측천』(원제: 至尊紅顔, 2003년, 배역 : 자징원)
- 『연개소문』(SBS, 2006년~2007년, 배우:장은비) - 당 태종 죽음 이후 당 고종의 아내 왕 황후가 남편 고종과 소숙비 사이를 멀어지게 하기 위해 비구니가 되었던 그를 불러들이면서 그의 이야기가 시작되었다. 당 태종의 최측근이자 당 고종의 사부였던 장손무기를 내치고 665년부터몸이 불편한 당 고종을 대신해 고구려 원정 계획을 수립한다. 그러나 빈번이 고구려원정이 실패하자 측천무후는 때를 기다려보자고 했고, 마침내 연개소문의 맏아들 연남생이 당나라에 투항하고, 그의 지지세력들이 당나라에 투항하면서 고구려의 정치변화에 조짐을 감지한 그가 대대적인 공세를 명령, 이적을 중심으로 한 당나라의 대규모 군대가 고구려 평양성으로 진격하기에 이른다.
- 『대조영』(KBS, 2006년~2007년, 배우:양금석) - 대조영과 대척점에서 고구려 유민들의 부흥운동을 막고, 동시에 중국의 통치자가 되려는 무서운 여인으로 등장한다. 그가 황후가 되기 위해 많은 사람들을 죽였고, 황제가 되기 위해 자신의 아들까지 죽였던 내용이 나오지 않으며, 고구려 부흥운동을 막기 위해 설인귀를 끌어들이고, 이적을 자신의 편으로 포섭 하려는 등 고도의 정치술을 가진 여인으로 그려진다. 690년 스스로 성신황제라 칭하며 황제로 즉위하고, 698년 대조영이 발해를 건국하자 외교관계를 수립하기 위해 그는 당나라 중심의 외교질서에 발해를 흡수하려고 했으며, 대조영은 스스로가 고구려의 후손이며 천손의 나라라며 이에 따를 것을 거부했다. 결국 측천무후는 대조영과 긴장관계를 유지하게 된다.
- 「무측천비사」(武則天秘史, 2011년, 배역: 인타오殷桃, 류샤오칭, 쓰친가오와)
- 『미인천하』(원제: 唐宮美人天下, 2011년, 배역 : 짱팅張庭)
- 「태평공주비사」(太平公主秘史, 2012년, 배역 : 리샹李湘, 리우유신劉雨欣)
- 『당궁연』(唐宮燕, 2013년, 배역 : 후이잉훙)
- 「미인제조」(美人製造, 2014년, 배역: 등취문鄧萃雯)
- 『무미랑전기』(원제: 「武媚娘傳奇」, CCTV, 2014년~2015년, 배우:판빙빙) - 그녀가 궁녀 생활부터 황제에서 물러나고 스스로 태상황이 될때까지의 과정을 그리고 있다. 드라마는 측천무후가 어떻게 황제가 되었는지에 대한 과정을 측천무후 주변인물들로부터 괴롭힘을 받으며 스스로 극복해 정치적으로 성장하고 자신들의 지지세력을 끌어모으는지에 대한 그의 용인술이 돋보인다. 특히, 황후가 되기 위해 자신의 딸을 죽인 부분은 왕 황후가 스스로 딸을 죽인 것이며, 소숙비와 결탁한 것으로 그려지고 있고, 아들의 죽음은 측천무후의 조카가 죽인 것으로 그려진다. 점차 실권을 장악한 측천무후는 황태후가 되어 아들을 섭정했으나, 아들의 무능함을 이해하고, 자신이 직접 황제가 된다. 드라마에서는 그의 즉위에 반대한 장간지를 '황제(고종)폐하는 성군이 되실 자질이 있으시지만, 통풍 때문에 병약하시오.', '여자도 황제가 될 수 있지 않소?'라고 설득하여 자신의 능력을 과시했고, 측천무후의 뜻을 이해한 장간지가 마음을 열었다. 측천무후는 뛰어난 언변으로써 장간지의 승인을 얻어 중국 유일의 여성 통치자가 된다.무미랑전기 포스트

## 연호

### 정월(11월)
| 무측천 | 서력(西曆)              | 간지(干支) | 연호(年號)                                                             |
| 원년   | 689년 11월 ~ 690년 10월 | 경인(庚寅) | 천수(天授) 원년                                                        |
| 2년    | 690년 11월 ~ 691년 10월 | 신묘(辛卯) | 천수(天授) 2년                                                         |
| 3년    | 691년 11월 ~ 692년 10월 | 임진(壬辰) | 천수(天授) 3년 여의(天授) 원년 장수(長壽) 원년                         |
| 4년    | 692년 11월 ~ 693년 10월 | 계사(癸巳) | 장수(長壽) 2년                                                         |
| 5년    | 693년 11월 ~ 694년 10월 | 갑오(甲午) | 장수(長壽) 3년 연재(延載) 원년                                         |
| 6년    | 694년 11월 ~ 695년 10월 | 을미(乙未) | 증성(證聖) 원년 천책만세(天冊萬歲) 원년                                |
| 7년    | 695년 11월 ~ 696년 10월 | 병신(丙申) | 천책만세(天冊萬歲) 2년 만세등봉(萬歲登封) 원년 만세통천(萬歲通天) 원년 |
| 8년    | 696년 11월 ~ 697년 10월 | 정유(丁酉) | 만세통천(萬歲通天) 2년 신공(神功) 원년                                 |
| 9년    | 697년 11월 ~ 698년 10월 | 무술(戊戌) | 성력(聖曆) 원년                                                        |
| 10년   | 698년 11월 ~ 699년 10월 | 기해(己亥) | 성력(聖曆) 2년                                                         |
| 11년   | 699년 11월 ~ 700년 12월 | 경자(庚子) | 성력(聖曆) 3년 구시(久視) 원년                                         |

### 정월(1월)
| 무측천      | 11년            | 12년                                | 13년       | 14년       | 15년       | 16년                |
| ----------- | --------------- | ----------------------------------- | ---------- | ---------- | ---------- | ------------------- |
| 서력 (西曆) | 700년           | 701년                               | 702년      | 703년      | 704년      | 705년               |
| 간지 (干支) | 경자(庚子)      | 신축(辛丑)                          | 임인(壬寅) | 계묘(癸卯) | 갑진(甲辰) | 을사(乙巳)          |
| 연호 (年號) | 구시(久視) 원년 | 2년 대족(大足) 원년 장안(長安) 원년 | 2년        | 3년        | 4년        | 5년 신룡(神龍) 원년 |

## 같이 보기
- 측천문자 : 측천무후가 기존 글자를 혁파하여 만들었다는 글자. 대부분 측천무후 치세에만 쓰였기 때문에 각종 사료의 시기 판별에 쓰인다.